# Miklósi
Miklósi là một thị trấn thuộc hạt Somogy, Hungary. Thị trấn này có diện tích 10,47 km², dân số năm 2010 là 231 người, mật độ 22 người/km².